# Ismene pedunculata
Ismene pedunculata är en amaryllisväxtart som beskrevs av Herb.. Ismene pedunculata ingår i släktet Ismene och familjen amaryllisväxter.
Artens utbredningsområde är Peru. Inga underarter finns listade i Catalogue of Life.